# Leucipo de Mileto
Leucipo de Mileto fue un filósofo griego presocrático (Mileto, Jonia) del siglo V a. C. fundador del atomismo. Se trasladó a Elea, donde habría sido discípulo de Zenón y maestro de Demócrito.
Su pensamiento llegó mediante los escritos de autores como Aristóteles, Simplicio, Sexto Empírico y Diógenes Laercio. Se le atribuye la fundación del atomismo al poner "en tela de juicio la suposición aparentemente natural que afirma que cualquier trozo de materia, por muy pequeño que sea, siempre puede dividirse en otros trozos aún más pequeños". Propuso que todo "lo que es" en el mundo, estaba compuesto de entidades indivisibles llamadas átomos, las cuales se desplazan por el espacio vacío (Simpl., Fís. 28, 4: "que existe menos que el ser"). Se le ha atribuido las obras Megas Diakosmos y Peri Nou, aunque ninguna se ha conservado.
Muy poco se sabe acerca de su vida debido las pocas fuentes. El mismo filósofo Epicuro cuestionó si realmente existió. Debido a esto, no es posible atribuirle sus doctrinas a él o a su alumno Demócrito, o si tuvo una opinión contraria a la de él. No obstante, el consenso actual entre los historiadores es que Leucipo es un personaje histórico.

## Datos biográficos
Muy poco se sabe de su vida. Incluso el filósofo Epicuro y su alumno Hermarco consideraron la posibilidad de que Leucipo no hubiera existido, lo cual dio lugar a numerosos debates.
Se considera que lo más probable es que naciera en Mileto, Asia menor, aunque también se han propuesto las posibilidades de Abdera, Melos, Elea o Clazómenas. Posteriormente, se trasladó a Elea, donde habría sido discípulo de Parménides y de Zenón de Elea. Algunas fuentes afirman que alrededor de 440 o 430 a. C. Leucipo fundó una escuela en Abdera, con la que su alumno Demócrito estaba estrechamente asociado. Perteneció a la misma escuela jónica de filosofía naturalista que Tales, Anaximandro y Anaxímenes. Apolodoro el Epicúreo asegura que Leucipo fue maestro de Demócrito.
Lo que se sabe de su pensamiento se encuentra en fragmentos de obras de otros autores, tales como Aristóteles, Simplicio de Cilicia o Sexto Empírico. Se dice que Demócrito inventó a Leucipo como su maestro para ganar prestigio y para que respaldara su teoría, ya que se suponía que Leucipo era un gran físico (es decir, un filósofo interesado especialmente en lo que hoy se denomina física), discípulo de Parménides, de Zenón de Elea o de Pitágoras.
No se poseen ninguna de las obras de Leucipo. Estrictamente hablando,sus doctrinas están incluidas en los de Demócrito, haciendo prácticamente imposible distinguir las ideas de ambos respectivamente. No obstante, Aristóteles y Teofrasto le atribuyen explícitamente a Leucipo la invención del atomista.
En términos aristotélicos, Leucipo estuvo de acuerdo con el argumento de eleático de que "el verdadero ser no admite vacío" y que no puede haber movimiento en ausencia de vacío. Leucipo sostuvo que dado que el movimiento existe, debe haber un espacio vacío. Sin embargo, concluye que el vacío se identifica con el no ser, ya que "nada" realmente no puede serlo. Según Aristóteles, Leucipo difería de los eleáticos en no verse obstaculizado por la "mezcla conceptual" del ser y no ser, y Platón hizo la distinción necesaria entre "grados de ser y tipos de negación". Si bien la causalidad estaba implícita en las filosofías de Tales y Heráclito, Leucipo se considera el primero en explicar que todas las cosas suceden debido a la "necesidad", es decir, su naturaleza. Eusebio citando a Aristocles de Mesene dice que Leucipo era parte de una línea de filosofía que comenzó con Jenófanes y culminó en el pirronismo.
Se le atribuye la obra Peri Nou (Acerca del intelecto), aunque este libro pudo ser un capítulo de una obra anterior más extensa llamada Megas Diakosmos (Gran Cosmología), pero este título también se atribuyó a Demócrito.
Los fragmentos doxográficos sobre Leucipo fueron recopilados por Hermann Diels (1848–1922), primero en Doxographi Graeci (Berlín, 1879) y luego en Die Fragmente der Vorsokratiker, (Berlín, 1903). Diels fue el principal defensor de un Leucipo histórico. Michel Onfray también apoya esta teoría. Jean-Paul Dumont propuso la hipótesis de que Leucipo era en realidad una mujer filósofa.

## Filosofía
Leucipo es considerado por Diógenes Laercio y Aristóteles como el fundador del atomismo, quien postuló a los átomos como principio de las cosas, aunque según Sexto Empírico le presta la invención del átomo a Mosco de Sidón, un fisiólogo o filósofo natural fenicio.

### Física
Fue maestro de Demócrito y a ellos dos se les atribuye la fundación del atomismo mecanicista, según el cual la realidad está formada tanto por un número de partículas infinitas, indivisibles, siempre en movimiento y de formas variadas; los átomos (del griego antiguo ἄτομοι, "lo que no puede ser dividido"); como por un espacio vacío. Así, tal vez en respuesta a Parménides, afirma que existe tanto el ser como el no-ser: el primero está representado por los átomos, pues «el ente, en sentido estricto, es absolutamente pleno»; y el segundo, por un espacio vacío o «poros» que «existe no menos que el ser», siendo imprescindible para que exista movimiento ya que «es imposible que lo lleno reciba algo». Niega así la generación y la corrupción, formas de cambio que eran aceptadas casi por unanimidad entre los filósofos presocráticos, como una forma de combinación o separación. Luego los principios de la realidad son los átomos, el vacío y el movimiento. El resultado es la siguiente teoría:

«El vacío es un no-ser, y ninguna parte de lo que es es un no-ser; porque lo que es en el sentido estricto del término es un pleno absoluto. Sin embargo, éste no es una unidad; al contrario, es una multiplicidad infinita en número e invisible, debido a la pequeñez de su tamaño; la multiplicidad se mueve en el vacío (porque éste existe), y juntándose producen el devenir, mientras que separándose se forma el pasar. Además, actúan y sufren la acción dondequiera se encuentran y establecen casualmente contacto (porque aquí no son una), y se producen al juntarse y entrelazarse. Del genuinamente Uno, por otro lado, nunca podía formarse una multiplicidad, ni de la genuina Multiplicidad podía salir lo Uno: es imposible».

Leucipo creía que todas las cosas son ilimitadas y se transforman mutuamente. Este pensamiento retira de los dioses, el alma y los otros mundos se convierten así en una realidad perceptible y concreta. Leucipo afirmó que los cuerpos se originaron a partir de otros elementos que ninguna parte del cuerpo podía ver, tocar o percibir; son tan delgados que no hay una cuchilla lo suficientemente delgada como para cortarlos y dividirlos; posteriormente, se les dio el nombre de átomo. Las diferencias entre las cosas pueden analizarse al final mediante una combinación de cualidades de los átomos que las forman. Su peso, su forma, su velocidad, su dirección, sus respectivas posiciones le dan a cada cosa su configuración característica. El anatomismo de Leucipo fue retomado y popularizado por su alumno Demócrito. Es controvertido el peso de los átomos en ambos pensadores. Por un lado se sostiene que el para Leucipo es una propiedad intrínseca que hace caer a todos los átomos en una dirección. Por otro lado, el peso del átomo puede ser simplemente por el torbellino de los vórtices cósmicos.
Él y su alumno reemplazaron las explicaciones sobrenaturales y teleológicas de los fenómenos con explicaciones mecanicistas naturales. Leucipo afirmó que:

οὐδὲν χρῆμα μάτην γίνεται, ἀλλὰ πάντα ἐκ λόγου τε καὶ ὑπ ’ἀνάγκης
"Nada procede del azar, sino de la razón y la necesidad."
Estobeo, I, 4, 7c
Diels-Kranz, Die Fragmente der Vorsokratiker, 67 B2

Esta necesidad se identifica con el destino, marcado por las fuerzas de los átomos. Demócrito y especialmente Epicuro añadieron el elemento de azar. A las teorías físicas y cosmológicas originales, ésta le agregará en sí las consecuencias éticas que es aconsejable extraer de la física de Leucipo. Sin embargo, es posible que Leucipo también tenga una ética, derivada lógicamente de su física materialista.

### Cosmología
Según Leucipo, el universo es infinito y que de éste unas partes están compuestas de espacios llenos de cuerpos y otros vacíos. Los astros y mundos se originan por los átomos que caen en el vacío y éstos al chocar se van juntando o separando. Los cuerpos ya unidos, giran sobre su centro y van formando una membrana circular. De esta manera sostuvo que la Tierra tiene forma de tambor y gira sobre su centro. Los astros rotan en torno a ella por la fuerza de sus átomos. El Sol se encuentra en la circunferencia más alta, por debajo de la Luna, la cual es más pequeña y más cercana la Tierra. Con esto se explican los eclipses de Sol y Luna. La tierra además está inclinada, explicando las regiones árticas.
Platón y Aristóteles prefirieron la idea de Parménides de un universo lleno y continuo, oponiéndose a las ideas de los atomistas de objetos separados por el vació. Por otro lado, la cosmología de Descartes se basó en las doctrina de Leucipo según Pierre Bayle y Pierre Daniel Huet.

### Epistemología
Según Michel Onfray, "Leucipo reduce a los hombres la realidad inmanente y su única dimensión material". Particularmente, Leucipo postula, al igual que Demócrito, que el alma está formada por átomos más "brillantes, esféricos y sutiles" que los componentes de las demás cosas; de donde resulta en el hombre el calor, la vida y el pensamiento, fenómenos que son manifestaciones diferentes del movimiento, el cual es inherente y como esencial a los átomos de figura esférica". La disposición de los átomos en Leucipo forma todo en el universo y produce "simulacros". Estas son en realidad pequeñas partículas suspendidas en el vacío que ingresarán al ser humano para proporcionar información. Los simulacros estimulan los cinco sentidos humanos. Por lo tanto, la verdad se encuentra solo en los fenómenos y el simulacro explica la aparente multiplicidad. Según la tradición, esta idea filosófica está vinculada a la contemplación de un rayo de luz que hace que el polvo parezca en suspensión.

### Ética
Esta física materialista conduce a un cierto tipo de ética. Por lo tanto, los dioses ya no pueden existir, excepto en una forma material, no ejercen la providencia. Esto pone al hombre frente a sí mismo, bajo su propio juicio y no el de una divinidad.
Leucipo puede haber sido un hedonista. La ética griega era eudamonista. Se puede decir que el término felicidad es equivalente a placer. Bailly nos enseña que las palabras griegas charis y hedon se superponen la mayor parte del tiempo y tienen el mismo significado, por ejemplo, en Sófocles, en Platón (en el Gorgias y el Sofista) y en Plutarco. Homero (la Ilíada), Jenofonte y Platón confirman esta tesis, entendida en todos sus significados, incluidos los sensuales y sexuales. Los enfoques hedónicos y eudemónicos son, por lo tanto, superpuestos.

## Eponimia
- El cráter lunar Leucippus lleva este nombre en su memoria.[39]
- El asteroide (5950) Leukippos lleva este nombre en su memoria.